# Női 800 méteres gyorsúszás az 1974-es úszó-Európa-bajnokságon
Az 1974-es úszó-Európa-bajnokságon a női 800 méteres gyorsúszás selejtezőit augusztus 23-án a döntőt augusztus 24-én tartották. A versenyszámban 25-en indultak. A győztes az NDK-beli Cornelia Dörr lett, aki a döntőben Európa-csúcsot úszott. A magyar induló Lázár Eszter a 19. helyen végzett.

## Rekordok
|              | Név                | Nemzet      | Idő     | Helyszín | Dátum               |
| ------------ | ------------------ | ----------- | ------- | -------- | ------------------- |
| Világcsúcs   | Jenny Turrall      | Ausztrália  | 8:50,10 | Sydney   | 1974. január 5.     |
| Európa-csúcs | Novella Calligaris | Olaszország | 8:52,97 | Belgrád  | 1973. szeptember 9. |

A versenyen új rekord született:
| Európa-bajnoki csúcs | selejtező | José Damen    | Hollandia | 9:10,08 | Bécs, Ausztria | augusztus 23. |
| Európa-bajnoki csúcs | selejtező | Cornelia Dörr | NDK       | 9:06,84 | Bécs, Ausztria | augusztus 23. |
| Európa-csúcs         | döntő     | Cornelia Dörr | NDK       | 8:52,45 | Bécs, Ausztria | augusztus 24. |

## Eredmények
A rövidítések jelentése a következő:
| - Q: továbbjutás időeredmény alapján - ECR: Európa-bajnoki rekord | - WR: világ rekord - ER: Európa-rekord | - NR: országos rekord |

### Selejtezők
| Helyezés | Futam | Név                | Nemzet             | Idő      | Megj.  |
| -------- | ----- | ------------------ | ------------------ | -------- | ------ |
| 1        | 2     | Cornelia Dörr      | NDK                | 9:06,84  | Q, ECR |
| 2        | 4     | Novella Calligaris | Olaszország        | 9:07,51  | Q      |
| 3        | 4     | Else Gunsten       | Svédország         | 9:09,54  | Q      |
| 4        | 1     | José Damen         | Hollandia          | 9:10,08  | Q, ECR |
| 5        | 3     | Gudrun Wegner      | NDK                | 9:10,92  | Q      |
| 6        | 2     | Ludmila Krutakova  | Szovjetunió        | 9:13,37  | Q      |
| 7        | 2     | Ada Pors           | Hollandia          | 9:13,96  | Q      |
| 8        | 4     | Carine Verbauwen   | Belgium            | 9:14,62  | Q'     |
| 9        | 1     | Helga Wagner       | NSZK               | 9:17,91  |        |
| 10       | 4     | Uta Schütz         | NSZK               | 9:23,86  |        |
| 11       | 3     | Marina Maljutyina  | Szovjetunió        | 9:23,95  |        |
| 12       | 1     | Giuditta Pandini   | Olaszország        | 9:25,03  |        |
| 13       | 3     | Diane Walker       | Egyesült Királyság | 9:25,48  |        |
| 14       | 2     | Jarmila Hemerková  | Csehszlovákia      | 9:26,97  |        |
| 15       | 4     | Pia Ottosson       | Svédország         | 9:26,98  |        |
| 16       | 3     | Bjørg Jensen       | Norvégia           | 9:33,41  |        |
| 17       | 2     | Corine Cordett     | Svájc              | 9:37,58  |        |
| 18       | 2     | Elisabeth Brudvik  | Norvégia           | 9:38,60  |        |
| 19       | 3     | Lázár Eszter       | Magyarország       | 9:38,65  |        |
| 20       | 1     | June Green         | Egyesült Királyság | 9:39,18  |        |
| 21       | 3     | Elżbieta Pilawska  | Lengyelország      | 9:47,72  |        |
| 22       | 4     | Isabelle Leroy     | Franciaország      | 9:49,69  |        |
| 23       | 1     | Christine Duperron | Franciaország      | 9:51,06  |        |
| 24       | 1     | Grethe Nielsen     | Dánia              | 9:56,41  |        |
| 25       | 1     | Jolanta Kupis      | Lengyelország      | 10:08,61 |        |

### Döntő
| Helyezés | Név                | Nemzetiség  | Idő     | Megj. |
| -------- | ------------------ | ----------- | ------- | ----- |
|          | Cornelia Dörr      | NDK         | 8:52,45 | ER    |
|          | Novella Calligaris | Olaszország | 8:57,93 |       |
|          | Gudrun Wegner      | NDK         | 8:59,79 |       |
| 4        | José Damen         | Hollandia   | 9:00,99 |       |
| 5        | Ludmilla Krutakova | Szovjetunió | 9:11,93 |       |
| 6        | Carine Verbauwen   | Belgium     | 9:13,51 |       |
| 7        | Else Gunsten       | Olaszország | 9:14,05 |       |
| 8        | Ada Pors           | Hollandia   | 9:14,08 |       |